# Fussball Club Luzern 2019-2020
Questa voce raccoglie le informazioni riguardanti il Fussball Club Luzern nelle competizioni ufficiali della stagione 2019-2020.

## Stagione
Nella stagione 2019-2020 il Lucerna, allenato da Thomas Häberli e Fabio Celestini, concluse il campionato di Super League al 6º posto. In Coppa Svizzera il Lucerna fu eliminato ai quarti di finale dallo Young Boys. In Europa League il Lucerna fu eliminato al terzo turno di qualificazione dall'Espanyol.

## Rosa
| N. |                     | Ruolo | Calciatore          |
| -- | ------------------- | ----- | ------------------- |
| 1  | Svizzera (bandiera) | P     | David Zibung        |
| 2  | Georgia (bandiera)  | D     | Otar Kakabadze      |
| 4  | Svizzera (bandiera) | D     | Stefan Knežević     |
| 5  | Brasile (bandiera)  | D     | Lucas Alves         |
| 6  | Svizzera (bandiera) | D     | Marco Bürki         |
| 7  | Senegal (bandiera)  | C     | Ibrahima N'Diaye    |
| 8  | Germania (bandiera) | C     | Tsiy Ndenge         |
| 9  | Italia (bandiera)   | A     | Francesco Margiotta |
| 10 | Nigeria (bandiera)  | A     | Blessing Eleke      |
| 11 | Svizzera (bandiera) | C     | Pascal Schürpf      |
| 15 | Germania (bandiera) | C     | Marvin Schulz       |
| 17 | Svizzera (bandiera) | D     | Simon Grether       |
| 20 | Kosovo (bandiera)   | A     | Shkelqim Demhasaj   |
| 21 | Svizzera (bandiera) | D     | Ashvin Balaruban    |
| 23 | Svizzera (bandiera) | P     | Simon Enzler        |

| N. |                           | Ruolo | Calciatore          |
| -- | ------------------------- | ----- | ------------------- |
| 25 | Svizzera (bandiera)       | C     | David Mistrafović   |
| 27 | Svizzera (bandiera)       | D     | Christian Schwegler |
| 28 | Costa d'Avorio (bandiera) | A     | Eric Tia            |
| 29 | Svizzera (bandiera)       | A     | Darian Males        |
| 30 | Svizzera (bandiera)       | C     | Ardon Jashari       |
| 31 | Kosovo (bandiera)         | C     | Lorik Emini         |
| 32 | Germania (bandiera)       | P     | Marius Müller       |
| 34 | Svizzera (bandiera)       | D     | Silvan Sidler       |
| 39 | Kosovo (bandiera)         | A     | Mark Marleku        |
| 42 | Kosovo (bandiera)         | C     | Idriz Voca          |
| 46 | Svizzera (bandiera)       | D     | Marco Burch         |
| 71 | Svizzera (bandiera)       | A     | Lino Lang           |
| 73 | Svizzera (bandiera)       | A     | Aziz Binous         |
| 77 | Brasile (bandiera)        | A     | Ryder Matos         |

## Organigramma societario
Area tecnica
- Allenatore: Fabio Celestini
- Allenatore in seconda: Thomas Binggeli, Genesio Colatrella, Claudio Lustenberger
- Preparatore dei portieri: Lorenzo Bucchi
- Preparatori atletici: Eric Schönfeld, Christian Schmidt

## Calciomercato

### Sessione estiva
| Acquisti | Acquisti            | Acquisti                     | Acquisti |
| R.       | Nome                | da                           | Modalità |
| -------- | ------------------- | ---------------------------- | -------- |
| A        | Ryder Matos         | Udinese                      |          |
| C        | Ibrahima N'Diaye    | Wadi Degla                   |          |
| P        | Marius Müller       | RB Lipsia                    |          |
| D        | Remo Arnold         | Winterthur                   |          |
| A        | Aziz Binous         | Zurigo                       |          |
| P        | Simon Enzler        | Kriens                       |          |
| C        | Daniel Follonier    | Servette                     |          |
| A        | Darian Males        | Team FC Luzern/SC Kriens U18 |          |
| A        | Francesco Margiotta | Losanna                      |          |
| C        | David Mistrafović   | Team FC Luzern/SC Kriens U18 |          |

| Cessioni | Cessioni            | Cessioni     | Cessioni |
| R.       | Nome                | a            | Modalità |
| -------- | ------------------- | ------------ | -------- |
| P        | Loïc Jacot          | Chiasso      |          |
| C        | Daniel Follonier    | Kriens       |          |
| C        | Christian Schneuwly | Losanna      |          |
| C        | Stefan Wolf         | Chiasso      |          |
| C        | Filip Ugrinić       | Emmen        |          |
| C        | Olivier Custodio    | Lugano       |          |
| D        | Cleric Njau         | Cham         |          |
| C        | Francisco Rodríguez | Lugano       |          |
| P        | Mirko Salvi         | Grasshoppers |          |
| D        | Yannick Schmid      | Vaduz        |          |
| A        | Ruben Vargas        | Augusta      |          |

### Sessione invernale
| Acquisti | Acquisti    | Acquisti      | Acquisti |
| R.       | Nome        | da            | Modalità |
| -------- | ----------- | ------------- | -------- |
| D        | Marco Bürki | Zulte Waregem |          |

| Cessioni | Cessioni       | Cessioni        | Cessioni |
| R.       | Nome           | a               | Modalità |
| -------- | -------------- | --------------- | -------- |
| D        | Lazar Ćirković | Maccabi Netanya |          |
| D        | Remo Arnold    | Winterthur      |          |

## Risultati

### Super League

#### Prima fase, girone di andata
| Arbitro: | Tschudi |

|  |           |                                |
|  | Marcatori | 87’ (rig.) Eleke 90’ Schneuwly |

| Lucerna 28 luglio 2019, ore 16:00 CEST 2ª giornata | Lucerna  | 0 – 0 referto | Zurigo | swissporarena (9 917 spett.)\| Arbitro: \| Klossner \| |
| Arbitro:                                           | Klossner |               |        |                                                        |

| Arbitro: | Schärer |

|                |           |  |
| Stevanović 62’ | Marcatori |  |

| Arbitro: | Bieri |

|  |           |                         |
|  | Marcatori | 33’ Havenaar 90’ Kablan |

| Arbitro: | Jaccottet |

|                           |           |             |
| Grgić 39’ (rig.) Toma 82’ | Marcatori | 90’ N'Diaye |

| Arbitro: | Tschudi |

|                       |           |                             |
| N'Diaye 22’ Alves 60’ | Marcatori | 38’ (rig.) Nsame 43’ Assalé |

| Arbitro: | San |

|              |           |               |
| Carlinhos 4’ | Marcatori | 28’ Margiotta |

| Arbitro: | Jaccottet |

|           |           |  |
| Eleke 69’ | Marcatori |  |

| Arbitro: | Tschudi |

|                           |           |  |
| Cabral 28’, 58’ Ademi 90’ | Marcatori |  |

#### Prima fase, girone di ritorno
| Arbitro: | Piccolo |

|  |           |                         |
|  | Marcatori | 51’ Margiotta 79’ Males |

| Arbitro: | Jaccottet |

|                                       |           |             |
| N'Diaye 53’ Schürpf 58’ Margiotta 72’ | Marcatori | 19’ Doumbia |

| Arbitro: | Bieri |

|                    |           |  |
| Karlen 11’ Ošs 80’ | Marcatori |  |

| Arbitro: | San |

|             |           |                |
| N'Diaye 83’ | Marcatori | 57’, 77’ Marić |

| Arbitro: | Bieri |

|             |           |                   |
| N'Diaye 66’ | Marcatori | 9’ Kyei 24’ Tasar |

| Arbitro: | Horisberger |

|                                  |           |  |
| Kramer 13’, 68’ Schönbächler 59’ | Marcatori |  |

| Arbitro: | Dudic |

|                    |           |                                                          |
| Schürpf 45’ (rig.) | Marcatori | 41’ (rig.), 80’ (rig.) Quintillà 67’ Babić 83’ Demirović |

| Arbitro: | Bieri |

|                    |           |  |
| Schürpf 46’ (aut.) | Marcatori |  |

| Arbitro: | Jaccottet |

|                         |           |                  |
| Schürpf 10’, 64’ (rig.) | Marcatori | 61’ (rig.) Zuffi |

#### Seconda fase, girone di andata
| Arbitro: | Schnyder |

|                            |           |                                  |
| Schönbächler 5’ Kramer 78’ | Marcatori | 13’ Voca 24’ Matos 27’ Margiotta |

| Arbitro: | Tschudi |

|                                   |           |  |
| Lustenberger 81’ (aut.) Eleke 90’ | Marcatori |  |

| Arbitro: | San |

|  |           |          |
|  | Marcatori | 13’ Voca |

| Arbitro: | Schärer |

|                      |           |  |
| Margiotta 30’ (rig.) | Marcatori |  |

| Arbitro: | San |

|          |           |              |
| Munsy 9’ | Marcatori | 4’ Margiotta |

| Arbitro: | San |

|                         |           |            |
| Margiotta 23’ Eleke 81’ | Marcatori | 86’ Cabral |

| Arbitro: | Schärer |

|                        |           |  |
| Kecskés 80’ Lovrić 88’ | Marcatori |  |

| Arbitro: | Piccolo |

|                    |           |                        |
| Margiotta 60’, 65’ | Marcatori | 5’ Cespedes 44’ Cognat |

| Arbitro: | Bieri |

|  |           |                         |
|  | Marcatori | 40’ N'Diaye 88’ Schürpf |

#### Seconda fase, girone di ritorno
| Arbitro: | Schnyder |

|                                    |           |  |
| Alves 9’ Margiotta 13’ Schürpf 62’ | Marcatori |  |

| Arbitro: | Tschudi |

|                          |           |  |
| Schalk 4’ Stevanović 43’ | Marcatori |  |

| Arbitro: | Jaccottet |

|                                       |           |                                      |
| Schürpf 61’, 77’ Margiotta 69’ (rig.) | Marcatori | 15’ Lavanchy 23’ Lovrić 47’ Holender |

| Arbitro: | Fähndrich |

|                                                 |           |             |
| Ribeiro 10’ Itten 27’, 29’ Quintillà 49’ (rig.) | Marcatori | 60’ Marleku |

| Arbitro: | Schärer |

|           |           |                     |
| Emini 57’ | Marcatori | 38’ Nuzzolo 90’ Ošs |

| Arbitro: | Tschudi |

|            |           |                          |
| Binous 59’ | Marcatori | 31’ Theler 36’ Itaitinga |

| Arbitro: | San |

|           |           |  |
| Nsame 72’ | Marcatori |  |

| Arbitro: | Schärer |

|                             |           |            |
| Cardoso 21’ (aut.) Lang 79’ | Marcatori | 32’ Kramer |

| Basilea 3 agosto 2020, ore 20:30 CEST 36ª giornata | Basilea  | 0 – 0 referto | Lucerna | St. Jakob-Park (1 000 spett.)\| Arbitro: \| Schnyder \| |
| Arbitro:                                           | Schnyder |               |         |                                                         |

### Coppa Svizzera
| Kreuzlingen 18 agosto 2019, ore 16:00 CEST Primo turno       | Kreuzlingen | 0 – 2 referto              | Lucerna | Sportplatz Hafenareal (3 000 spett.) |
| \| \| \| \| \| \| Marcatori \| 21’ Demhasaj 83’ Margiotta \| |             |                            |         |                                      |
|                                                              |             |                            |         |                                      |
|                                                              | Marcatori   | 21’ Demhasaj 83’ Margiotta |         |                                      |

| Arbitro: | Wolfensberger |

|  |           |                                                   |
|  | Marcatori | 55’ Kakabadze 75’ Margiotta 84’ Schürpf 90’ Males |

| Arbitro: | Tschudi |

|  |           |           |
|  | Marcatori | 83’ Eleke |

| Arbitro: | Jaccottet |

|               |           |                        |
| Margiotta 33’ | Marcatori | 35’ Nsame 116’ Gaudino |

### Europa League

#### Fase di qualificazione
| Arbitro: | Özkahya |

|               |           |  |
| Schneuwly 90’ | Marcatori |  |

| Arbitro: | Strömbergsson |

|  |           |          |
|  | Marcatori | 34’ Voca |

| Arbitro: | Jović |

|  |           |                                  |
|  | Marcatori | 28’ Ferreyra 59’ Vilà 89’ Vargas |

| Arbitro: | de Sousa |

|                          |           |  |
| Wu 3’ Campuzano 27’, 38’ | Marcatori |  |

## Statistiche

### Statistiche di squadra
| Competizione   | Punti | In casa | In casa | In casa | In casa | In casa | In casa | In trasferta | In trasferta | In trasferta | In trasferta | In trasferta | In trasferta | Totale | Totale | Totale | Totale | Totale | Totale | DR |
| Competizione   | Punti | G       | V       | N       | P       | Gf      | Gs      | G            | V            | N            | P            | Gf           | Gs           | G      | V      | N      | P      | Gf     | Gs     | DR |
| -------------- | ----- | ------- | ------- | ------- | ------- | ------- | ------- | ------------ | ------------ | ------------ | ------------ | ------------ | ------------ | ------ | ------ | ------ | ------ | ------ | ------ | -- |
| Super League   | 46    | 18      | 8       | 4       | 6       | 28      | 25      | 18           | 5            | 3            | 10           | 14           | 25           | 36     | 13     | 7      | 16     | 42     | 50     | -8 |
| Coppa Svizzera | -     | 1       | 0       | 0       | 1       | 1       | 2       | 3            | 3            | 0            | 0            | 7            | 0            | 4      | 3      | 0      | 1      | 8      | 2      | +6 |
| Europa League  | -     | 2       | 1       | 0       | 1       | 1       | 3       | 2            | 1            | 0            | 1            | 1            | 3            | 4      | 2      | 0      | 2      | 2      | 6      | -4 |
| Totale         | 46    | 21      | 9       | 4       | 8       | 30      | 30      | 23           | 9            | 3            | 11           | 22           | 28           | 44     | 18     | 7      | 19     | 52     | 58     | -6 |

### Andamento in campionato
| Giornata  | 1 | 2 | 3 | 4 | 5 | 6 | 7 | 8 | 9 | 10 | 11 | 12 | 13 | 14 | 15 | 16 | 17 | 18 | 19 | 20 | 21 | 22 | 23 | 24 | 25 | 26 | 27 | 28 | 29 | 30 | 31 | 32 | 33 | 34 | 35 | 36 |
| --------- | - | - | - | - | - | - | - | - | - | -- | -- | -- | -- | -- | -- | -- | -- | -- | -- | -- | -- | -- | -- | -- | -- | -- | -- | -- | -- | -- | -- | -- | -- | -- | -- | -- |
| Luogo     | T | C | T | C | T | C | T | C | T | T  | C  | T  | C  | C  | T  | C  | T  | C  | T  | C  | T  | C  | T  | C  | T  | C  | T  | C  | T  | C  | T  | C  | C  | T  | C  | T  |
| Risultato | V | N | P | P | P | N | N | V | P | V  | V  | P  | P  | P  | P  | P  | P  | V  | V  | V  | V  | V  | N  | V  | P  | N  | V  | V  | P  | N  | P  | P  | P  | P  | V  | N  |
| Posizione | 3 | 2 | 5 | 7 | 8 | 6 | 7 | 6 | 7 | 5  | 5  | 5  | 7  | 7  | 8  | 8  | 8  | 8  | 7  | 6  | 6  | 6  | 6  | 5  | 6  | 6  | 5  | 5  | 6  | 5  | 5  | 5  | 5  | 5  | 5  | 6  |

Legenda:

Luogo: C = Casa; T = Trasferta. Risultato: V = Vittoria; N = Pareggio; P = Sconfitta.

### Statistiche dei giocatori
| Giocatore      | Super League | Super League | Super League | Super League | Coppa Svizzera | Coppa Svizzera | Coppa Svizzera | Coppa Svizzera | Europa League Qual. | Europa League Qual. | Europa League Qual. | Europa League Qual. | Totale   | Totale | Totale      | Totale     |
| Giocatore      | Presenze     | Reti         | Ammonizioni  | Espulsioni   | Presenze       | Reti           | Ammonizioni    | Espulsioni     | Presenze            | Reti                | Ammonizioni         | Espulsioni          | Presenze | Reti   | Ammonizioni | Espulsioni |
| -------------- | ------------ | ------------ | ------------ | ------------ | -------------- | -------------- | -------------- | -------------- | ------------------- | ------------------- | ------------------- | ------------------- | -------- | ------ | ----------- | ---------- |
| L. Alves       | 32           | 2            | 2            | 0            | 3              | 0              | 1              | 0              | 3                   | 0                   | 0                   | 0                   | 38       | 2      | 3           | 0          |
| R. Arnold      | 1            | 0            | 1            | 0            | 1              | 0              | 0              | 0              | 2                   | 0                   | 1                   | 0                   | 4        | 0      | 2           | 0          |
| A. Balaruban   | 2            | 0            | 1            | 0            | 0              | 0              | 0              | 0              | 0                   | 0                   | 0                   | 0                   | 2        | 0      | 1           | 0          |
| A. Binous      | 5            | 1            | 1            | 0            | 1              | 0              | 0              | 0              | 0                   | 0                   | 0                   | 0                   | 6        | 1      | 1           | 0          |
| M. Burch       | 7            | 0            | 2            | 0            | 0              | 0              | 0              | 0              | 0                   | 0                   | 0                   | 0                   | 7        | 0      | 2           | 0          |
| M. Bürki       | 10           | 0            | 4            | 0            | 1              | 0              | 0              | 0              | 0                   | 0                   | 0                   | 0                   | 11       | 0      | 4           | 0          |
| S. Demhasaj    | 15           | 0            | 3            | 0            | 1              | 1              | 0              | 0              | 4                   | 0                   | 0                   | 0                   | 20       | 1      | 3           | 0          |
| B. Eleke       | 26           | 4            | 3            | 1            | 3              | 1              | 0              | 0              | 4                   | 0                   | 2                   | 0                   | 33       | 5      | 5           | 1          |
| L. Emini       | 12           | 1            | 5            | 0            | 0              | 0              | 0              | 0              | 0                   | 0                   | 0                   | 0                   | 12       | 1      | 5           | 0          |
| S. Enzler      | 1            | 0            | 0            | 0            | 0              | 0              | 0              | 0              | 0                   | 0                   | 0                   | 0                   | 1        | 0      | 0           | 0          |
| D. Follonier   | 0            | 0            | 0            | 0            | 0              | 0              | 0              | 0              | 0                   | 0                   | 0                   | 0                   | 0        | 0      | 0           | 0          |
| S. Grether     | 23           | 0            | 7            | 0            | 3              | 0              | 0              | 0              | 1                   | 0                   | 1                   | 0                   | 27       | 0      | 8           | 0          |
| J. Hermann     | 1            | 0            | 0            | 0            | 0              | 0              | 0              | 0              | 0                   | 0                   | 0                   | 0                   | 1        | 0      | 0           | 0          |
| L. Jacot       | 0            | 0            | 0            | 0            | 0              | 0              | 0              | 0              | 0                   | 0                   | 0                   | 0                   | 0        | 0      | 0           | 0          |
| A. Jashari     | 2            | 0            | 0            | 0            | 0              | 0              | 0              | 0              | 0                   | 0                   | 0                   | 0                   | 2        | 0      | 0           | 0          |
| O. Kakabadze   | 20           | 0            | 4            | 0            | 4              | 1              | 0              | 0              | 4                   | 0                   | 0                   | 0                   | 28       | 1      | 4           | 0          |
| S. Knežević    | 29           | 0            | 8            | 1            | 4              | 0              | 0              | 0              | 2                   | 0                   | 0                   | 0                   | 35       | 0      | 8           | 1          |
| L. Lang        | 3            | 1            | 1            | 0            | 1              | 0              | 0              | 0              | 0                   | 0                   | 0                   | 0                   | 4        | 1      | 1           | 0          |
| D. Males       | 19           | 1            | 3            | 0            | 2              | 1              | 0              | 0              | 0                   | 0                   | 0                   | 0                   | 21       | 2      | 3           | 0          |
| F. Margiotta   | 35           | 11           | 4            | 0            | 4              | 3              | 1              | 0              | 4                   | 0                   | 0                   | 0                   | 43       | 14     | 5           | 0          |
| M. Marleku     | 7            | 1            | 0            | 0            | 0              | 0              | 0              | 0              | 0                   | 0                   | 0                   | 0                   | 7        | 1      | 0           | 0          |
| R. Matos       | 23           | 1            | 4            | 0            | 3              | 0              | 0              | 0              | 0                   | 0                   | 0                   | 0                   | 26       | 1      | 4           | 0          |
| D. Mistrafović | 16           | 0            | 3            | 0            | 3              | 0              | 0              | 0              | 0                   | 0                   | 0                   | 0                   | 19       | 0      | 3           | 0          |
| M. Müller      | 35           | 0            | 3            | 0            | 4              | 0              | 0              | 0              | 4                   | 0                   | 0                   | 0                   | 43       | 0      | 3           | 0          |
| I. N'Diaye     | 24           | 6            | 6            | 0            | 3              | 0              | 2              | 0              | 2                   | 0                   | 0                   | 0                   | 29       | 6      | 8           | 0          |
| T. Ndenge      | 11           | 0            | 0            | 0            | 0              | 0              | 0              | 0              | 3                   | 0                   | 1                   | 0                   | 14       | 0      | 1           | 0          |
| T. Owusu       | 1            | 0            | 0            | 0            | 0              | 0              | 0              | 0              | 0                   | 0                   | 0                   | 0                   | 1        | 0      | 0           | 0          |
| C. Schneuwly   | 2            | 1            | 1            | 0            | 0              | 0              | 0              | 0              | 1                   | 1                   | 0                   | 0                   | 3        | 2      | 1           | 0          |
| M. Schulz      | 24           | 0            | 4            | 0            | 3              | 0              | 0              | 0              | 3                   | 0                   | 1                   | 0                   | 30       | 0      | 5           | 0          |
| C. Schwegler   | 9            | 0            | 2            | 1            | 1              | 0              | 0              | 0              | 3                   | 0                   | 0                   | 0                   | 13       | 0      | 2           | 1          |
| P. Schürpf     | 33           | 8            | 4            | 0            | 3              | 1              | 0              | 0              | 3                   | 0                   | 0                   | 0                   | 39       | 9      | 4           | 0          |
| S. Sidler      | 32           | 0            | 7            | 0            | 3              | 0              | 0              | 0              | 3                   | 0                   | 0                   | 0                   | 38       | 0      | 7           | 0          |
| E. Tia         | 2            | 0            | 1            | 0            | 0              | 0              | 0              | 0              | 2                   | 0                   | 0                   | 0                   | 4        | 0      | 1           | 0          |
| F. Ugrinić     | 0            | 0            | 0            | 0            | 0              | 0              | 0              | 0              | 0                   | 0                   | 0                   | 0                   | 0        | 0      | 0           | 0          |
| I. Voca        | 30           | 2            | 5            | 0            | 4              | 0              | 0              | 0              | 4                   | 1                   | 0                   | 0                   | 38       | 3      | 5           | 0          |
| S. Wolf        | 0            | 0            | 0            | 0            | 0              | 0              | 0              | 0              | 0                   | 0                   | 0                   | 0                   | 0        | 0      | 0           | 0          |
| D. Zibung      | 0            | 0            | 1            | 0            | 0              | 0              | 0              | 0              | 0                   | 0                   | 0                   | 0                   | 0        | 0      | 1           | 0          |
| N. Zivkovic    | 2            | 0            | 0            | 0            | 0              | 0              | 0              | 0              | 0                   | 0                   | 0                   | 0                   | 2        | 0      | 0           | 0          |
| L. Ćirković    | 10           | 0            | 0            | 0            | 0              | 0              | 0              | 0              | 3                   | 0                   | 0                   | 0                   | 13       | 0      | 0           | 0          |